# Вайспріах

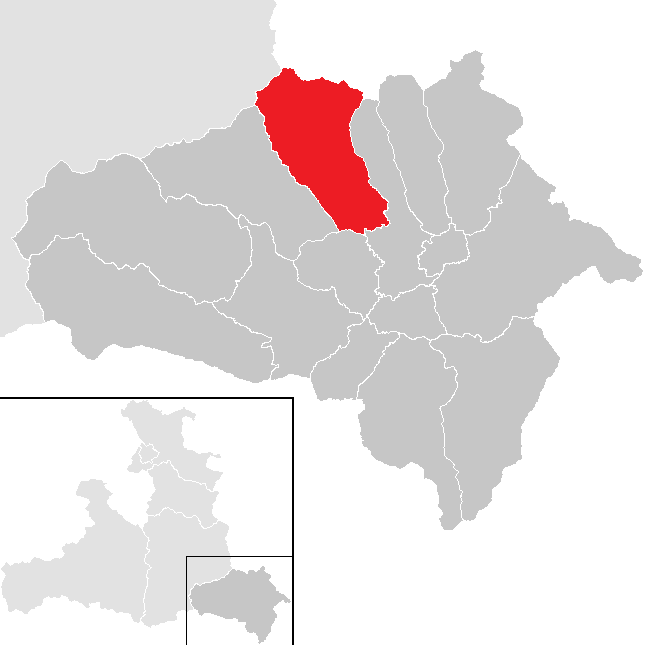
Громада Вайспріах на карті округи Тамсвег. У лівому нижньому кутку показано розташування округи Тамсвег на карті федеральній землі Зальцбург.

Вайспріах (англ. Weißpriach) - громада у Австрії, у федеральній землі Зальцбург. Входить до складу округи Тамсвег. 
Населення становить 319 чоловік (2010).  Займає площю 80,20 км 2. 